# Municipio de Ulen
El municipio de Ulen (en inglés: Ulen Township) es un municipio ubicado en el condado de Clay en el estado estadounidense de Minnesota. En el año 2010 tenía una población de 174 habitantes y una densidad poblacional de 1,91 personas por km².

## Geografía
El municipio de Ulen se encuentra ubicado en las coordenadas 47°6′31″N 96°15′30″O / 47.10861, -96.25833. Según la Oficina del Censo de los Estados Unidos, el municipio tiene una superficie total de 90.93 km², de la cual 90,93 km² corresponden a tierra firme y (0 %) 0 km² es agua.

## Demografía
Según el censo de 2010, había 174 personas residiendo en el municipio de Ulen. La densidad de población era de 1,91 hab./km². De los 174 habitantes, el municipio de Ulen estaba compuesto por el 95,98 % blancos, el 3,45 % eran amerindios y el 0,57 % eran de una mezcla de razas. Del total de la población el 0 % eran hispanos o latinos de cualquier raza.